# Friedrich Bleek
Friedrich Bleek, född den 4 juli 1793 i  Ahrensbök i Holstein, död den 27 februari 1859 i Bonn, var en tysk teolog. Han var far till språlforskaren Wilhelm Heinrich Immanuel Bleek.
Bleek var teologie professor vid Bonns universitet. Han var lärjunge till Schleiermacher, de Wette och Neander samt utvecklade sig till en av den evangeliska kyrkans gedignaste bibelexegeter på sin tid. Bleek författade bland annat ett större arbete över Hebréerbrevet (3 band, 1828–40) och sökte försvara äktheten av Johannes evangelium. Efter hans död utgavs ur hans föreläsningsanteckningar en omfattande Einleitung in das Alte Testament (1860; 6:e upplagan 1893) och Einleitung in das Neue Testament (1862; 4:e upplagan 1886) med flera arbeten.

## Fotnoter
1. 1 2  Gemeinsame Normdatei, läst: 9 april 2014.[källa från Wikidata]
2. ↑  Gemeinsame Normdatei, läst: 30 december 2014.[källa från Wikidata]
3. ↑  Gemeinsame Normdatei, läst: 24 juni 2015.[källa från Wikidata]
4. 1 2  Tjeckiska nationalbibliotekets databas, NKC-ID: uk20181006609, läst: 18 december 2022.[källa från Wikidata]